# الزواري (مسيرة)
مسيرة الزواري هي مسيرة قتال من صناعة كتائب الشهيد عز الدين القسام الجناح العسكري لحركة حماس الفلسطينية، ودخلت الخدمة عام 2021. سميت المسيرة بذلك نسبة إلى محمد الزواري القيادي السابق في كتائب القسام، والذي اغتيل في تونس في 2016.

## التصميم
نظراً لخفة وزنها وسهولة حركتها، يمكن استخدام مسيّرات الزواري في الاستطلاع والرصد، كما يمكن استخدامها في العمليات القتالية المباشرة، وكذلك في الحرب النفسية والمعنوية بإسقاط منشورات أو إرسال رسائل صوتية. كما أن صغر حجمها وبصمتها الحرارية القليلة يُمكّنانها من الاقتراب من الهدف بدون اكتشافها، وبساطة التصميم والتقنية تكفل إمكانية إنتاج أعداد كبيرة منها. ولا يحتاج هذا النوع من المسيرات إلى مدرج بل فقط مقلاع بسيط يمكن إطلاقه من أي منطقة بالقرب من القوات الإسرائيلية.

## الاستخدام

### معركة سيف القدس
حلق سرب من مسيرات الزواري للمرة الأولى في سماء قطاع غزة عام 2015 أثناء احتفال حركة حماس بالذكرى السنوية ال28 لتأسيسها. وكان أول ظهور قتالي للمسيرة في 19 مايو 2015 خلال معركة سيف القدس، حيث أعلنت كتائب الشهيد عز الدين القسام دخولها للخدمة كطائرة استطلاع، ونشرت صوراً جوية التقطتها المسيرة بعدما نفذت طلعات رصد واستطلاع لأهداف ومواقع شملت تمركز القوات والآليات العسكرية التابعة للجيش الإسرائيلي داخل الأراضي الإسرائيلية، وعادت لقواعدها بسلام.

### عملية طوفان الأقصى
استخدمت المسيرة مرة أخرى في اللحظات الأولى لعملية طوفان الأقصى، لكن هذه المرة كمسيرة قتال، حيث ذكرت كتائب القسام في بيان لها أن 35 مسيرة انتحارية من طراز الزواري قد شنت هجمات في جميع محاور القتال، وشاركت في تمهيد عبور مقاتلي القسام إلى الأراضي الإسرائيلية.
وفي 23 أكتوبر، أعلنت كتائب القسام في بيان لها إطلاق طائرتي زواري هجوميتين، استهدفتا القوات الإسرائيلية، حيث استهدفت إحدى الطائرتين السرب 107 التابع للقوات الجوية الإسرائيلية والموجود في قاعدة حتسريم الجوية، في حين استهدفت الطائرة الأخرى مقر قيادة فرقة سيناء الموجود في قاعدة تسيلم العسكرية.
تأتي مواصفات المسيرة كالتالي:
- الطول: 1.8 متر.
- طول الجناحين: 2.8 متر.
- الوزن: +12 كجم.
- السرعة: 80 كم/ساعة.
- ارتفاع التحليق: +3000 متر.
- النطاق: +25 كم.
- زمن التحليق: 40 دقيقة.
- وزن الرأس الحربي: 3 كجم.
- التأثير للرأس الحربي: مدى قاتل بدائرة قطرها 25 متر مع مدى مؤثر 50 متر.